# Oskar Grissemann
Oskar Grissemann (* 2. Dezember 1889; † 2. Dezember 1952) war ein österreichischer Ingenieur, der als „Bastelonkel“ ab dem 8. Oktober 1929 im österreichischen Rundfunk eine bedeutende Rolle spielte und zudem als Autor von Bastelbüchern hervortrat. Seine Sendung bei der RAVAG gilt als Vorläufer von Rundfunksendungen wie Hobbythek. 

## Wirken
Grissemann entstammte einer Tiroler Familie. Er entwickelte im Rahmen der Radio-Wien-Bastelstunde (1929 bzw. 1931) die häufig wiederkehrenden Figuren Wrucki (auch: Wruki) und dessen Bruder Bumpfi, die, wie unzählige andere Objekte, nach einer Anleitung für zu Hause nachgebastelt werden konnten. Das Sechs-Kugel-Männchen Wruki fungierte als Prüfungskommisär bei den Preisausschreiben in der Sendung. 
Nach 1945 wurden seine Bastelanleitungen im Wiener Kurier veröffentlicht, beginnend mit seiner bekanntesten Figur.
In den 1970er Jahren erschien Grissemann zum 50. Geburtstag des ORF auf einer Schallplatte als einer der erklärten „Radiolieblinge von Damals“. Im Jahr 1981 wurde an der Grenze zwischen Wien-Floridsdorf und Wien-Donaustadt (21. & 22. Bezirk) die Oskar-Grissemann-Straße nach dem Rundfunkmoderator benannt.
Sein Neffe war Ernst Grissemann.

## Publikationen (Auswahl)
- Bastelbuch für Väter. Band 2: Mädchenspielzeug. Franckh’sche Verlagshandlung, Stuttgart 1929.
- Das Wruki-Bastelbuch. Eine lustige Bastelschule für Gross und Klein. Gesammelte Anleitungen und Vorlagen des RAVAG-Bastelkursus, Folge 1. Deutscher Verlag für Jugend und Volk, Wien 1930.
- „Ravag“ Bastelbüchlein (Bibliothek der 1000 Basteleien). Wien 1931/32.
- —, Maximilian Kern: Selbst ist der Mann. Ein neues Beschäftigungsbuch bei Sonnenschein und Regenwetter. 53., neu durchgesehene und bearbeitete Auflage. Herausgegeben von der Redaktion des Guten Kameraden. Union, Stuttgart (u. a.) 1931.
- Das große Spielzeugbastelbuch. Fünf Teile. Franckh, Stuttgart 1936.
- Was basteln wir heute? (Mit 154 Zeichnungen des Verfassers). Union, Stuttgart 1939.
- —, Susanne Ströse: Das Bastelbuch für unsere Soldaten. 125 Bastelarbeiten. Erste Auflage. Lux, München 1942.
  - Aus alt wird neu. Die Jugend bastelt. 100 Bastelarbeiten. Lux, München 1942.
  - Aus alt wird neu. Wir basteln für die Kinder. 100 Bastelarbeiten. Lux, München 1942.
- Lustige Sachen zum Selbermachen. Ein Bastelbuch für Kinder. Albert Müller, Rüschlikon-Zürich 1950.
- Tricks, Werkarbeit, Zeitvertreib mit Bastelonkel Grissemann. (Mit 205 Textillustrationen vom Verfasser). Waldheim-Eberle, Wien 1951.
- Sport- und Spielgeräte zum Selbermachen. Albert Müller, Rüschlikon-Zürich 1951.